# West Slope
West Slope – jednostka osadnicza w Stanach Zjednoczonych, w stanie Oregon, w hrabstwie Washington.